# Четопа (Канзас)
Четопа (енгл. Chetopa) град је у америчкој савезној држави Канзас.

## Демографија
По попису из 2010. године број становника је 1.125, што је 156 (-12,2%) становника мање него 2000. године.
| Група             | 2000.         | 2010.       |
| Белци             | 1.131 (88,3%) | 947 (84,2%) |
| Афроамериканци    | 29 (2,3%)     | 24 (2,1%)   |
| Азијати           | 0 (0,0%)      | 3 (0,3%)    |
| Хиспаноамериканци | 13 (1,0%)     | 36 (3,2%)   |
| Укупно            | 1.281         | 1.125       |